# Jerry Lee Lewis
(Jerry Lee Lewis)
Jerry Lee Lewis (Ferriday, Louisiana, 29 settembre 1935 – Nesbit, Mississippi, 28 ottobre 2022) è stato un cantante e pianista statunitense.
È stato soprannominato "The Killer" per il suo modo selvaggio, anticonformista e ribelle di esibirsi dal vivo.
Jerry Lee Lewis viene considerato come uno dei più importanti artisti della musica popolare del XX secolo ed uno tra i più maggiori esponenti del rock and roll, di cui è considerato anche uno dei padri fondatori.
Durante tutta la sua carriera fu considerato uno degli intrattenitori più richiesti d'America per via delle su performance energiche. Alcuni dei suoi concerti più spettacolari sono diventati degli album dal vivo come avvenne per il noto Live at the Star Club, Hamburg del 1964, spesso ritenuto il più grande disco live della storia.
Dopo un periodo di grande notorietà internazionale negli anni '50, dovuto a numerosi successi di genere rock and roll come Great Ball of Fire e Whole Lotta Shakin' Goin' On , la sua carriera si interruppe bruscamente nel 1958 quando venne reso noto che egli aveva sposato Myra Lewis Williams, sua cugina di secondo grado tredicenne. A seguito di tale controversia Lewis intraprese una carriera da cantante di musica country, riscuotendo grande successo nelle classifiche nazionali. 
Lewis ha ricevuto diversi riconoscimenti nel corso della sua carriera tra i quali: un posto nella Rock and Roll Hall Of Fame, uno nella Rockabilly Hall Of Fame e, a partire dal 2022, anche nella Country Music Hall Of Fame. Ha inoltre vinto due Grammy Award (per il miglior album parlato nel 1987 e un premio alla carriera nel 2005).
Egli viene spesso citato come influenza musicale da numerosi artisti tra cui Bruce Springsteen, Elton John, Kid Rock e Billy Joel. Nella sua lunga carriera ha collaborato con alcuni dei più rinomati artisti del mondo della musica tra i quali Elvis Presley, Eric Clapton, Johnny Cash, Roy Orbison, Tom Jones, B.B. King, Bruce Springsteen, Mick Jagger, Neil Young, Ringo Starr, Merle Haggard, Kid Rock, Rod Stewart, George Jones, Willie Nelson e molti altri.
La nota rivista Rolling Stone lo ha inserito nella lista dei 100 migliori artisti di tutti i tempi e nella lista dei 100 migliori cantanti di tutti i tempi.

## Biografia
(Sam Phillips )

### Infanzia e adolescenza

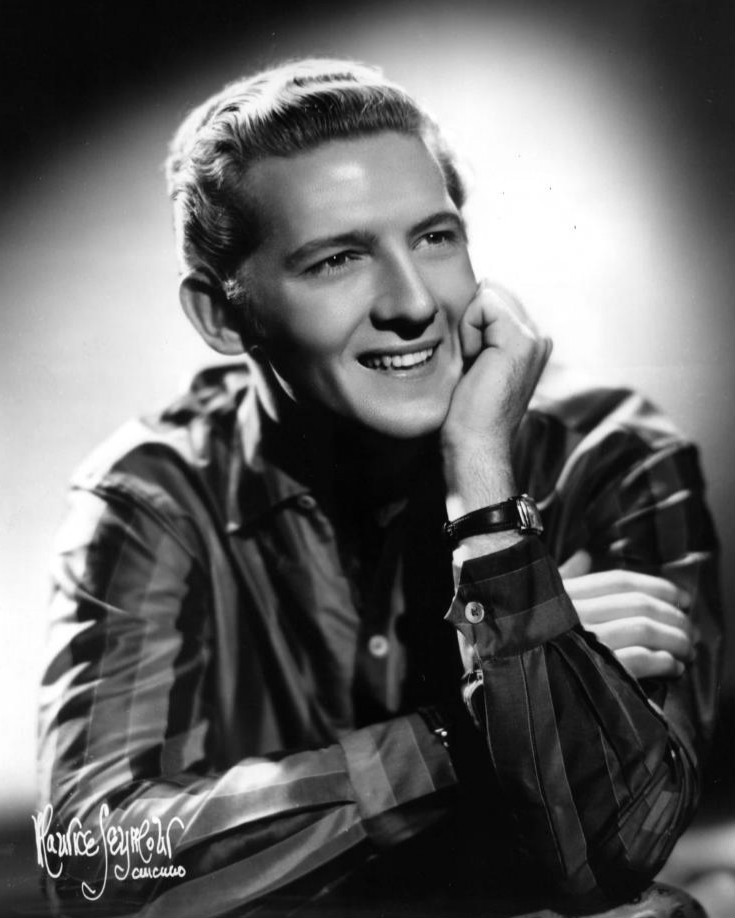
Jerry Lee Lewis in una foto pubblicitaria degli anni '50

Jerry Lee è nato il 29 settembre 1935 in una famiglia povera di Ferriday, in Louisiana; figlio di Elmo (1902-1979) e Mamie Lewis (1912-1971), iniziò a suonare il pianoforte in gioventù da autodidatta insieme a due cugini, Mickey Gilley e Jimmy Lee Swaggart, intrufolandosi di nascosto nella chiesa del paese. Il suo modo di suonare è stato influenzato dal vecchio pianista e cugino Carl McVoy, insieme ovviamente a ciò che ascoltava per radio e soprattutto dalla musica nera, che ascoltava presso la Haney's Big House; in questo modo Lewis ha potuto creare un suo personale stile, che consiste in un mix di rhythm and blues, boogie woogie, gospel e country music.
La madre lo iscrisse alla “Southwestern Assemblies of God University”, un college cristiano in Waxahachie, Texas, convinta che suo figlio avrebbe dì lì in poi cantato solo durante i servizi domenicali e solo musiche sacre.

### Gli inizi musicali e il grande successo
Lasciata alle spalle la musica religiosa, Lewis divenne parte del nuovo sound rock and roll, pubblicando il suo primo disco nel 1954. Due anni dopo, presso gli studi della Sun Records a Memphis (Tennessee), il produttore Jack Clement scovò e scritturò Lewis per l'etichetta Sun, mentre il proprietario Sam Phillips era impegnato in un viaggio in Florida. Inizialmente Clement scrutò il giovane dalla testa ai piedi, rimarcando il fatto che non notasse una chitarra assieme a lui, e che senza una chitarra non sarebbe andato lontano. Le prime sessioni alla Sun dimostrarono quanto in realtá stesse sottovalutando il giovane talento.
Jerry Lee divenne un session musician, suonando il pianoforte per gli altri artisti della Sun, tra cui Billy Lee Riley e Carl Perkins.
Durante questo periodo fece parte di una jam session nota come il Million Dollar Quartet, che vedeva oltre a Lewis anche la presenza di Elvis Presley, Carl Perkins e Johnny Cash, dove in particolare lui ed Elvis duettarono in famosi brani gospel, e alcuni brani di Elvis registrati in precedenza.

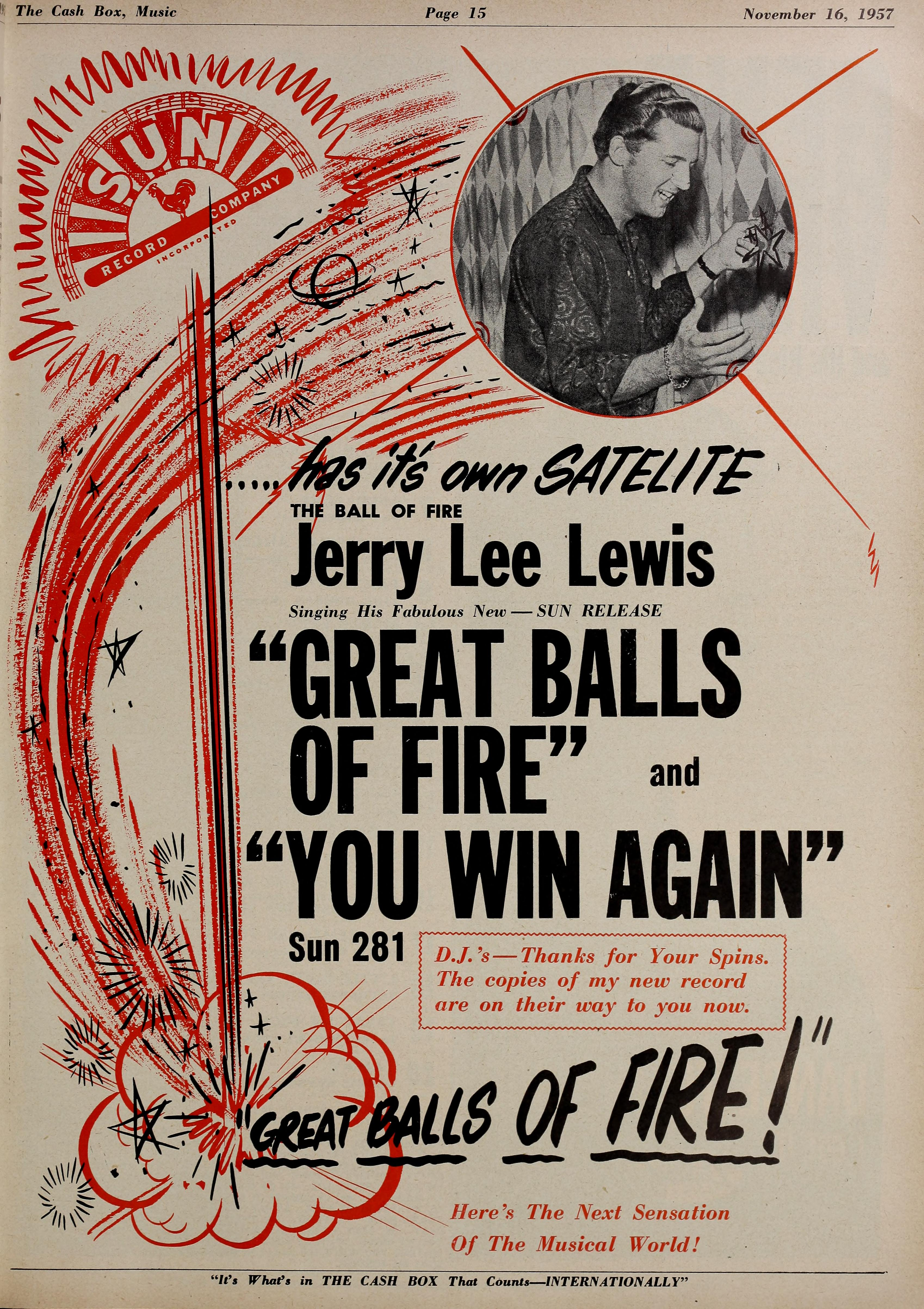
Copertina pubblicitaria del singolo Great Balls Of Fire, datata 1957

La prima produzione di Lewis sotto l'etichetta Sun fu la sua particolare versione del brano di Ray Price Crazy Arms, anche se il suo primo pezzo originale fu un brano scritto assieme alle sue sorelle, a Ferriday: End of the Road.
Il successo per Jerry Lee arrivò quando sentì il brano Whole Lotta Shakin' Goin' On della quale non riuscì a ricordare il testo nelle sue prime esibizioni, ma il suo modo "prepotente" di suonare gli garantì un successo immediato agli occhi del pubblico, soprattutto durante una specifica parte del brano dove la musica si fa più bassa e Jerry inizia a fare diverse allusioni sessuali ottenendo diverse attenzioni dal pubblico femminile. Nel 1957 il pianoforte e il puro rock and roll sound del brano Whole Lotta Shakin' Goin' On gli diedero fama internazionale. Il gruppo che accompagnò Lewis nell'incisione del singolo era composto dal cugino J.W.Brown al basso, Jimmy Van Eaton alla batteria e Roland Janes alla chitarra; il pezzo fu registrato al primo tentativo. Seguì quella che sarebbe diventata la sua maggiore hit, Great Balls of Fire, che all'inizio Lewis non volle registrare, poiché le varie allusioni al sesso e al fuoco (fire) non rispecchiavano a pieno il suo credo religioso, e temeva potesse ritorcersi contro di lui. Durante la discussione accesa fra lui e Sam Philips (Il quale cercava di convincerlo a registrare), Clement accese il registratore, e la discussione fu per sempre impressa, reduce di un bigottismo religioso arcaico, che, agli occhi del mondo odierno, suona strano, ma spesso presente nelle piccole realtá di campagna dove Jerry aveva vissuto in infanzia.
Altri successi in quell'anno furono i singoli Breathless e High School Confidential, quest'ultimo facente parte della colonna sonora del film omonimo (in Italiano Operazione Segreta) diretto da Jack Arnold e uscito nel 1958 in cui egli ebbe un piccolo ruolo.

### Scandali, crisi e matrimoni
Il suo primo matrimonio, con Dorothy Barton, durò 20 mesi, da febbraio 1952 a ottobre 1953. In un'intervista nel 1978 per People, Jerry Lee disse: "Avevo 14 anni quando ho sposato mia moglie, lei era troppo grande per me. Aveva 17 anni."

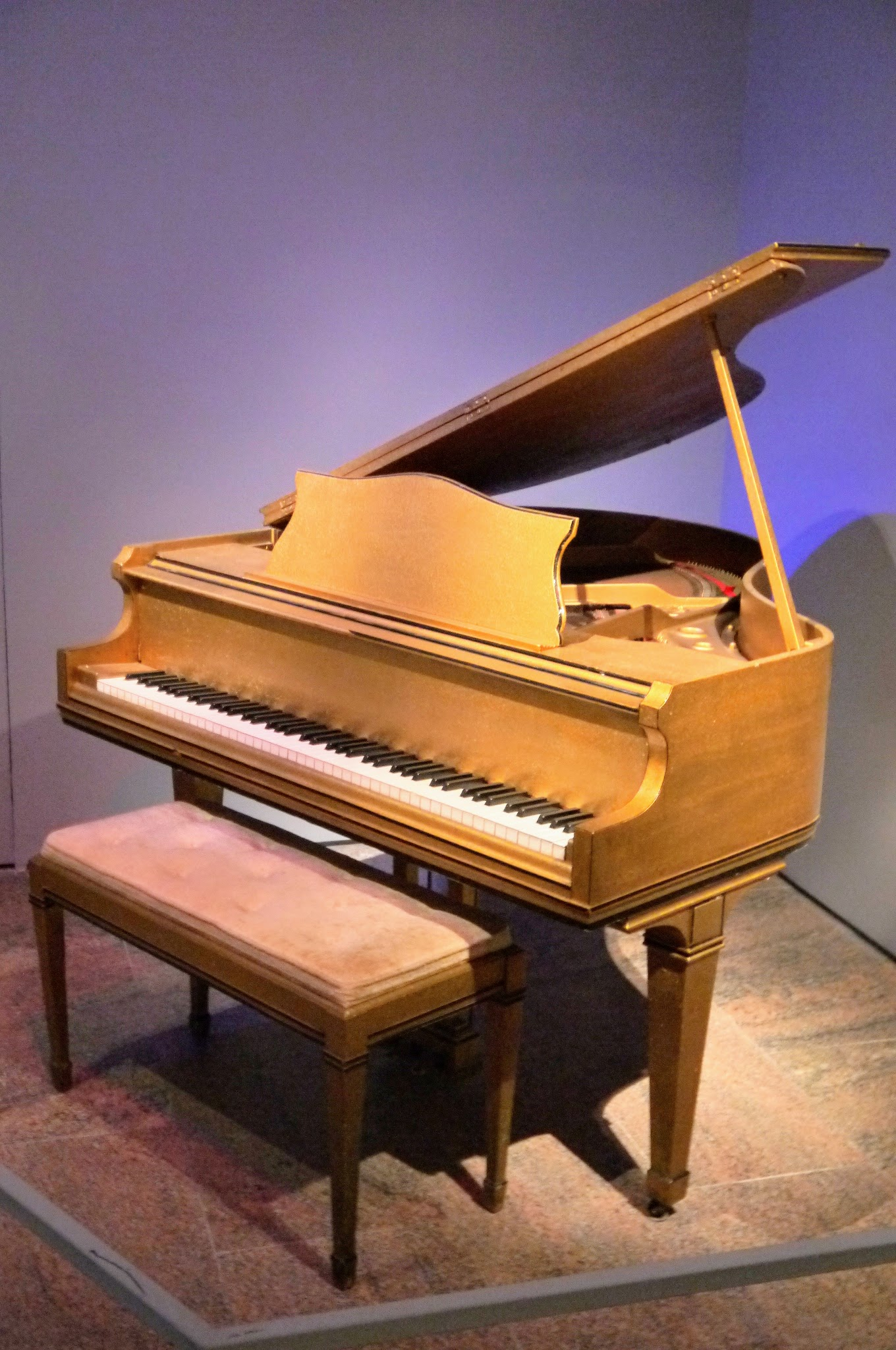
Uno dei pianoforti di proprietà di Jerry Lee Lewis

La validità del suo secondo matrimonio, con Jane Mitchum, era dubbia, in quanto fu celebrato 23 giorni prima che il divorzio dalla prima moglie fosse effettivo. L'unione durò per quattro anni, dal settembre 1953 all'ottobre 1957. La coppia ebbe due figli: Jerry Lee Lewis Jr. (1954-1973) e Ronnie Guy Lewis (nato nel 1956).
Il terzo matrimonio, con la cugina di secondo grado Myra Gale Brown (figlia di suo cugino), durò 13 anni. Quando i due si sposarono lei aveva tredici anni. La coppia fece una seconda cerimonia di nozze, perché quando si svolse la prima (di nascosto, a Las Vegas), il cantante aveva ancora in corso il divorzio dalla sua seconda moglie.
La turbolenta vita privata di Lewis fu nascosta al pubblico finché nel 1958, durante un suo tour in Inghilterra, la stampa scoprì la vera identità di quella ragazzina che, insieme alla sorella minore del cantante, lo aveva accompagnato per assistere ai suoi concerti. Prima di partire per l'Inghilterra il manager di Jerry Lee, Sam Philips, aveva cercato di dissuaderlo dal portarsi dietro Myra, proprio per non creare scandali, ma lui non aveva accettato il consiglio. Giunti in Inghilterra, Lewis, S.W. Brown e Philips fecero credere a tutti che Myra Gale avesse 15 anni, ma appena la stampa inglese si appropriò di tutta la vita privata di Lewis, lo dipinse come un mostro che sposa delle bambine. Non solo aveva sposato una tredicenne, ma era pure un matrimonio incestuoso (anche se giuridicamente per la legge dell'epoca non era considerato incesto). La stampa lo distrusse. Ci fu un enorme scandalo, e il tour fu cancellato dopo appena tre concerti annullando i restanti 34. Lo scandalo seguì Jerry Lee Lewis in America, e comportò la sua uscita dalla scena musicale. Lewis si sentì tradito da moltissima gente che fino a poco tempo prima lo supportava, tra cui lo stesso Sam Philips. Solo il dj e conduttore radiofonico Alan Freed rimase accanto a Jerry Lee Lewis, suonando i suoi dischi alla radio finché la sua carriera venne stroncata per motivi relativi allo scandalo della payola.
Nonostante Lewis fosse ancora sotto contratto con la Sun Records, smise di registrare. Dai 10 000 $ di guadagno per ogni concerto, passò ai 100 $ a notte, esibendosi in piccoli locali e birrerie. A quel tempo aveva ben pochi amici di cui potersi realmente fidare.
Fu solo grazie a Kay Martin, presidente del fan club dell'artista, che Lewis tornò a registrare per la Sun Records. In quel periodo Philips aveva costruito un nuovo studio presso il 639 Madison Avenue, sempre a Memphis, abbandonando così lo storico Union Avenude Studio dove avevano inciso artisti come B. B. King, Howlin' Wolf, Elvis Presley, Carl Perkins, lo stesso Lewis e Johnny Cash.
Fu nel nuovo studio che Jerry Lee Lewis registrò, nel 1961, il suo unico successo di quel periodo: si trattava di What'd I Say, una reinterpretazione di Ray Charles.
La sua popolarità tornò ad aumentare un po' in Europa, soprattutto in Inghilterra e in Germania, intorno alla metà degli anni sessanta. Il suo live-album del 1964, intitolato Live at the Star Club e registrato ad Amburgo insieme ai Nashville Teens, è considerato uno dei più grandi album di rock and roll dal vivo.
Il critico musicale Stephen Thomas Erlewine scrive: «Live at the Star Club is extraordinary — the purest, hardest rock & roll ever committed to record. Compared to this, The Stooges sound constrained, hardcore punk seems neutered, and the Sex Pistols sound like wimps» ("Live at the Star Club è straordinario - il più puro e duro disco di rock & roll mai registrato. In confronto, il sound degli Stooges sembra compresso, l'hardcore punk sembra castrato, e i Sex Pistols delle mezze seghe").
Con Myra (figlia di suo cugino J.W. Brown, che suonava nel complesso di Jerry Lee), rimase sposato da dicembre 1957 a dicembre 1970. La coppia ebbe due figli: Steve Allen Lewis (nato nel 1959 e morto annegato nel 1962) e Pheobe Allen Lewis (nata nel 1963).

### Ritorno al Country

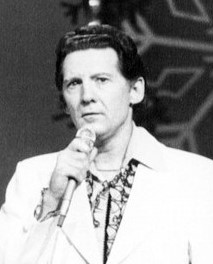
Jerry Lee Lewis in concerto nel 1977

Negli Stati Uniti comunque Jerry Lee Lewis faticava ad avere successi nelle classifiche. I produttori tentarono di convincere Lewis a suonare sotto pseudonimi, senza suonare il piano o magari usando il clavicembalo.
Alla fine degli anni ‘60, il produttore della Mercury Records, Jerry Kennedy, convinse Lewis a convertirsi completamente al genere country. Lewis, che aveva sempre considerato il country una parte essenziale del suo stile e del suo sound, accettò e "Another Place, Another Time" fece il suo ingresso nelle classifiche nel 1968.
Seguirono altre hit country nel periodo compreso tra la fine degli anni 1960 e l'inizio degli anni 1970, molte delle quali entrarono nella Hot 100 Charts.
Nonostante il successo nell'ambito della musica country, ha sonato solo una volta nel "tempio della musica country", il Grand Ole Opry. La performance si tenne il 20 gennaio 1973 e suonò per 45 minuti anche se avrebbe dovuto farlo per soli dieci minuti; inoltre Jerry non si limitò a suonare musica country ma proseguì la scaletta con brani blues e rock and roll.
Il 17 maggio del 2022, dopo varie raccolte firme da parte dei suoi fans di tutto il mondo, e grazie all’aiuto dell’amico Marty Stuart, Lewis riesce ad ottenere l’inserimento nella colossale Country Music Hall Of Fame all’età di 86 anni.

### Droga e tragedie personali
Il suo quarto matrimonio, con Jaren Elisabeth Gunn Pete, è durato da ottobre 1971 a giugno 1982. La coppia ebbe una figlia, Lori Lee Lewis (nata nel 1972). Prima che il divorzio fra i due fosse finalizzato, ci fu un orribile incidente: Jaren morì annegata nella piscina a casa di un suo amico.

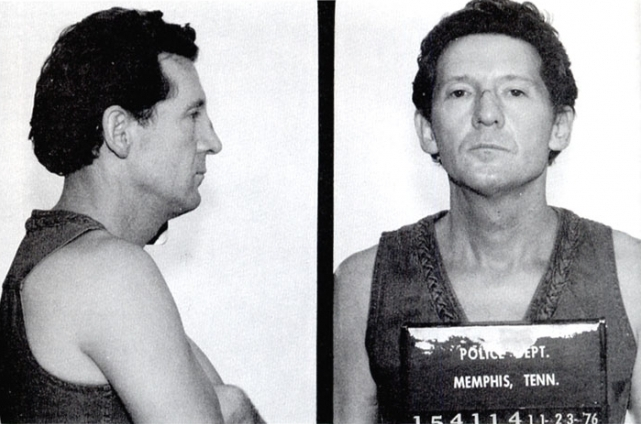
Foto segnaletica scattata a Lewis nel 1976 a seguito della sua "irruzione" nella casa di Elvis Presley

Nonostante fosse sempre stato un grande bevitore, Lewis iniziò progressivamente a manifestare problemi legati all'alcol e alla droga dopo che Myra divorziò da lui nel 1970.
La tragedia lo colpì quando suo figlio diciannovenne Jerry Lee Lewis Jr. rimase ucciso in un incidente stradale nel 1973. Nel 1962 suo figlio Steve Allen morì annegato nella piscina di casa. Lewis con Myra ha avuto anche una figlia, Phoebe Lewis, cantante e musicista nonché per alcuni anni anche manager del padre.
In seguito a questi tragici eventi, e in relazione anche ai suoi problemi di droga e alcol, Jerry Lee Lewis decise di entrare nella Betty Ford Clinic.
Nel 1981 rischia di morire a causa di complicazioni dovute a un'ulcera per cui viene ricoverato d'urgenza.
In occasione della festa per il suo 41º compleanno, nel 1976, Jerry Lee, scherzando, puntò una pistola contro il suo bassista, Butch Owens, e pensando che non fosse carica premette il grilletto, colpendolo al torace. Owens sopravvisse miracolosamente. 
- Poche settimane dopo (il 23 novembre) Lewis fu coinvolto in un altro arresto relativo all'utilizzo di armi presso la residenza di Elvis Presley, denominata Graceland. Lewis era stato invitato da Presley, ma la sicurezza non era stata avvertita della visita. Durante la discussione riguardo al perché Lewis si trovasse al cancello, egli estrasse la sua pistola e disse alle guardie, scherzando, che era arrivato per uccidere Presley. Le guardie allertarono le forze dell'ordine che procedettero con l'arresto di Lewis, il quale venne scagionato quasi immediatamente.

Il suo quinto matrimonio, con Shawn Stephens, durò 77 giorni, da giugno ad agosto 1983, fino alla morte di lei per overdose di metadone. È stato ipotizzato da alcuni quotidiani che Jerry Lee sia stato responsabile del decesso; nonostante ciò egli non è mai stato imputato ufficialmente di alcun crimine.

### Ultimi anni
Il suo sesto matrimonio, con Kerrie McCarver, durò 20 anni, dal 1984 al 2004, finendo col divorzio. La coppia ebbe un figlio: Jerry Lee Lewis III (nato nel 1987).
Nel 1989 Lewis tornò alla ribalta grazie ad un film basato sulla sua vita intitolato Great Balls of Fire! - Vampate di fuoco e soprattutto quando decise di ri-registrare tutte le canzoni per la colonna sonora del film. La pellicola era basata sul libro dell'ex moglie Myra, e vantava nel cast Dennis Quaid nel ruolo di Lewis, Winona Ryder nel ruolo di Myra e Alec Baldwin nel ruolo di Jimmy Swaggart.

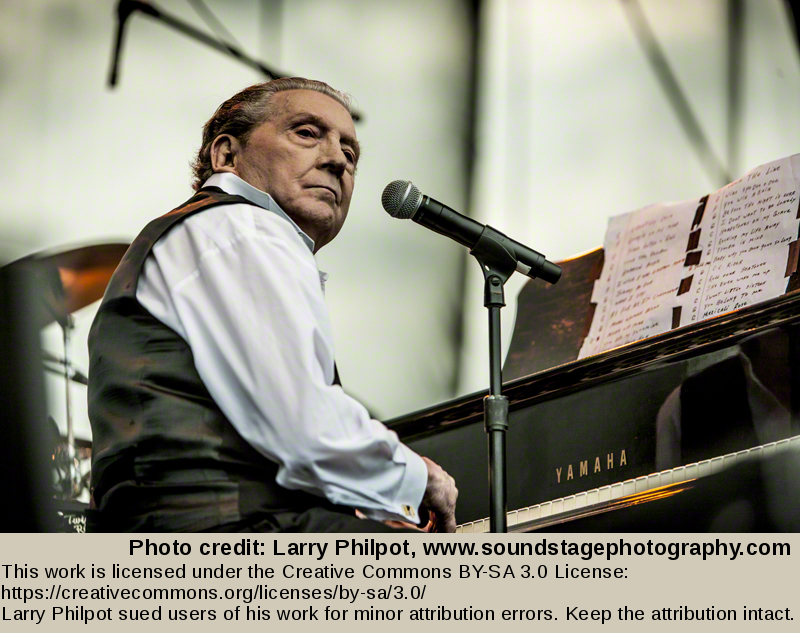
Jerry Lee Lewis si esibisce a Memphis, Tennessee

Il suo settimo matrimonio, con Judith Brown, si è svolto il 9 marzo 2012. Judith è l'ex moglie di Rusty Brown, fratello di Myra Gale e cugino/ex-cognato di Jerry Lee.
Il declino di suo cugino, il predicatore televisivo evangelico Jimmy Swaggart, portò ulteriore cattiva pubblicità sulla sua già abbastanza problematica famiglia. Swaggart è anch'egli un pianista, come l'altro cugino Mickey Gilley (star del country). La sorella di Jerry Lee, Linda Gail Lewis, è anch'essa una pianista, e ha registrato tra gli altri per Van Morrison.
Nel 1990 Lewis offrì qualche novità quando una sua nuova canzone chiamata "It Was the Whiskey Talking, Not Me", fu inclusa nella colonna sonora del film Dick Tracy. La canzone può essere ascoltata in una scena del film in cui essa è riprodotta dalla radio.
Nonostante i problemi personali, il talento di Jerry Lee Lewis è riconosciuto ovunque. Soprannominato "Il Killer" per la sua voce grintosa e il suo stile al pianoforte, fu descritto dall'artista Roy Orbison come il miglior performer nella storia del rock and roll. Nel 1986 Lewis entrò nel piccolo gruppo di miti della musica diventando membro della Rock and Roll Hall of Fame.
Lo stesso anno egli tornò nei Sun Studios di Memphis insieme a Orbison, Cash e Perkins per realizzare l'album Class of '55. Questa non fu la prima volta in cui suonò insieme a Cash e Perkins per la Sun: aveva già suonato con loro nel Million Dollar Quartet. Le canzoni includevano, tra le altre, anche la reinterpretazione di Chuck Berry "Brown Eyed Handsome Man" e la reinterpretazione di Pat Boone "Don't Forbid Me".
Lewis non smise mai di andare in tour. Nel febbraio 2005 gli è stato assegnato il Lifetime Achievement Award dalla Recording Academy (la stessa che assegna i Grammy Awards).

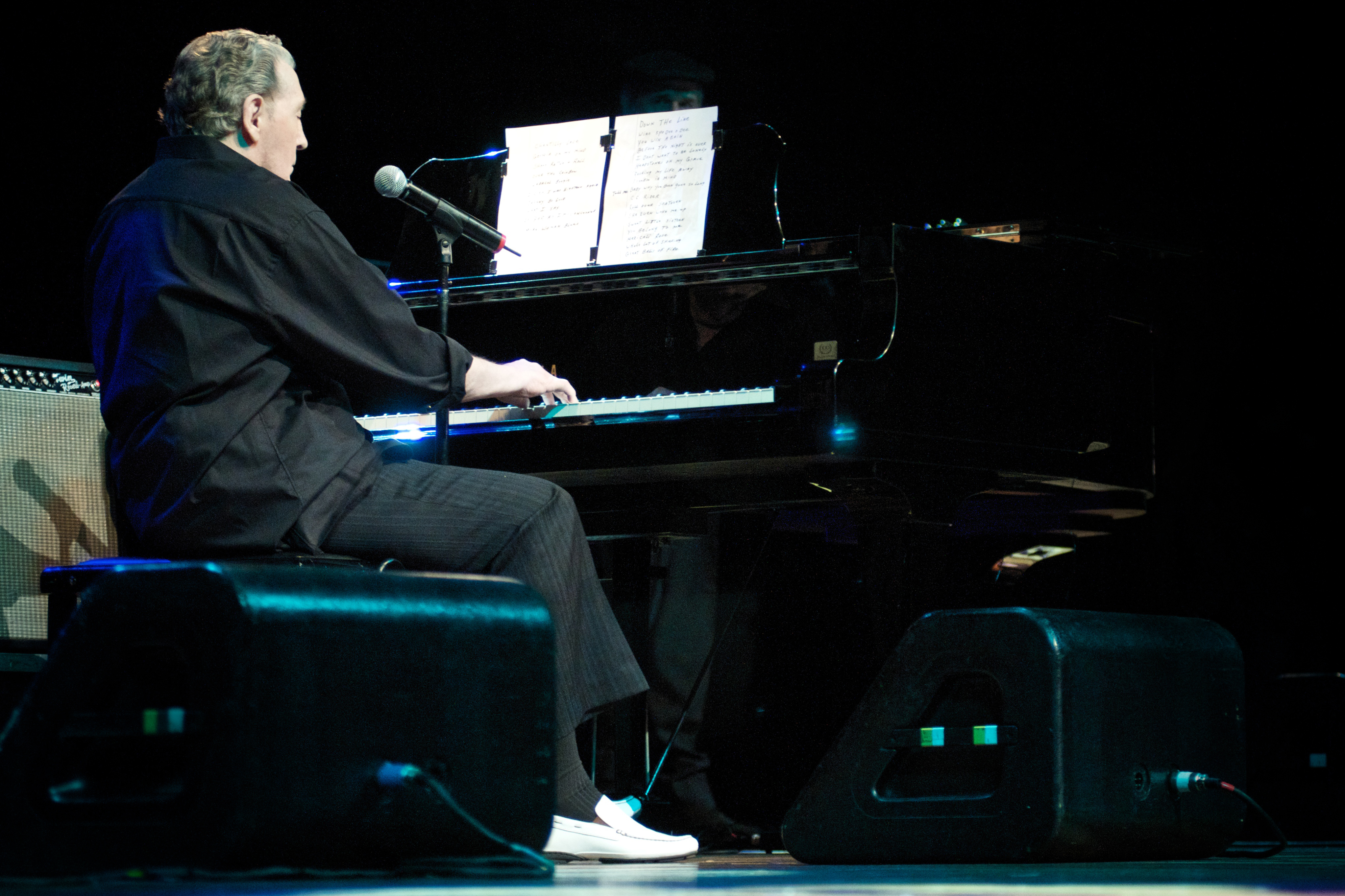
Jerry Lee Lewis in concerto a San Paolo, Brasile nel 2009

Il 26 settembre 2006 ha realizzato un nuovo album intitolato Last Man Standing in cui Lewis duetta con le più grandi star del Rock and Roll e del Country: Jimmy Page, B.B. King, Bruce Springsteen, Mick Jagger e Ronnie Wood, Neil Young, Robbie Robertson, John Fogerty, Keith Richards, Ringo Starr, Merle Haggard, Kid Rock, Rod Stewart, George Jones, Willie Nelson, Toby Keith, Eric Clapton, Little Richard, Delaney Bramlett, Buddy Guy, Don Henley, Kris Kristofferson.
L'album, molto positivamente recensito, è entrato in quattro differenti classifiche della Billboard, e addirittura è rimasto al numero uno per due settimane nelle classifiche di genere indipendente.
L'album comprende canzoni di vari generi musicali: Rock and Roll, Country, Blues, dimostrando così la grande versatilità di The Killer.
La carriera concertistica si è interrotta a inizio 2019, quando pochi giorni dopo una sua esibizione dal vivo viene colpito da un infarto, dal quale si è poi ripreso dopo alcuni mesi.
Nel 2022 produce il suo ultimo album, in collaborazione con il cugino Jimmy Swaggart, dal titolo “Jimmy Lee & Jerry Lee - The Boys from Ferriday”. L’album contiene esclusivamente canzoni a tema religioso e gospel.
A settembre 2022 l’artista viene inserito, dopo anni di tentativi vani e numerose proposte da parte di fan, nella prestigiosa Country Music Hall of Fame.

### Morte
Si è spento il 28 ottobre 2022 a 87 anni, a causa di una polmonite, accanto alla moglie Judith Brown. Due giorni prima della morte, TMZ aveva erroneamente diffuso la notizia del decesso dell'artista. Negli ultimi anni Jerry Lee Lewis aveva sofferto di gravi attacchi reumatici e fuoco di Sant'Antonio recidivante.
All'annuncio della morte, molte celebrità hanno espresso condoglianze alla famiglia, tra queste Donald Trump, Dennis Quaid, Elton John e Billy Joel.

## Vita privata

### Vita sentimentale, famiglia e religione
Nella sua tormentata vita personale, Jerry Lee Lewis è stato sposato 7 volte ed ha avuto 6 figli. Diversi suoi matrimoni furono molto controversi, soprattutto il terzo con Myra Gale Brown. Dei sette matrimoni, quattro portarono ad uno o più figli:
- Dorothy Barton (dal 1952 al 1953); la coppia non ebbe figli
- Jane Mitchum (dal 1953 al 1957); la coppia ebbe due figli, Jerry Lee Lewis Jr. (nato nel 1953 e morto nel 1973) e Ronnie Guy Lewis (1956)
- Myra Gale Brown (dal 1957 al 1970); ebbero due figli, Phoebe Lewis (1963) e Steven Allen Lewis (nato nel 1959 e morto nel 1962)
- Jaren Elizabeth Gunn Pate (dal 1971 al 1982, anno della sua morte); la coppia ebbe una figlia, Lori Lewis Lancaster
- Shawn Stephens (sposati nel 1983, lei morì nello stesso anno); la coppia non ebbe figli
- Karrie McCarver (dal 1984 al 2005); la coppia ebbe un figlio, Jerry Lee Lewis III (1987)
- Judith Brown (dal 2012 al 2022, anno della morte di Jerry); la coppia non ebbe figli

Lewis è stato un fervente ma travagliato cristiano, ha spesso interpretato musica gospel nei suoi dischi e ha più volte parlato apertamente delle sue convinzioni religiose in varie interviste. Non è infatti un caso che il suo ultimo disco, in collaborazione con il suo cugino predicatore pentecostale Jimmy Swaggart sia una raccolta di brani sacri.
Era membro di una famiglia di musicisti: la sorella, Linda Gail Lewis, è una nota cantante rock and roll, mentre i suoi due cugini sono Mickey Gilley (leggenda della musica country) e Jimmy Swaggart (cantante e telepredicatore).

### "The Lewis Ranch"

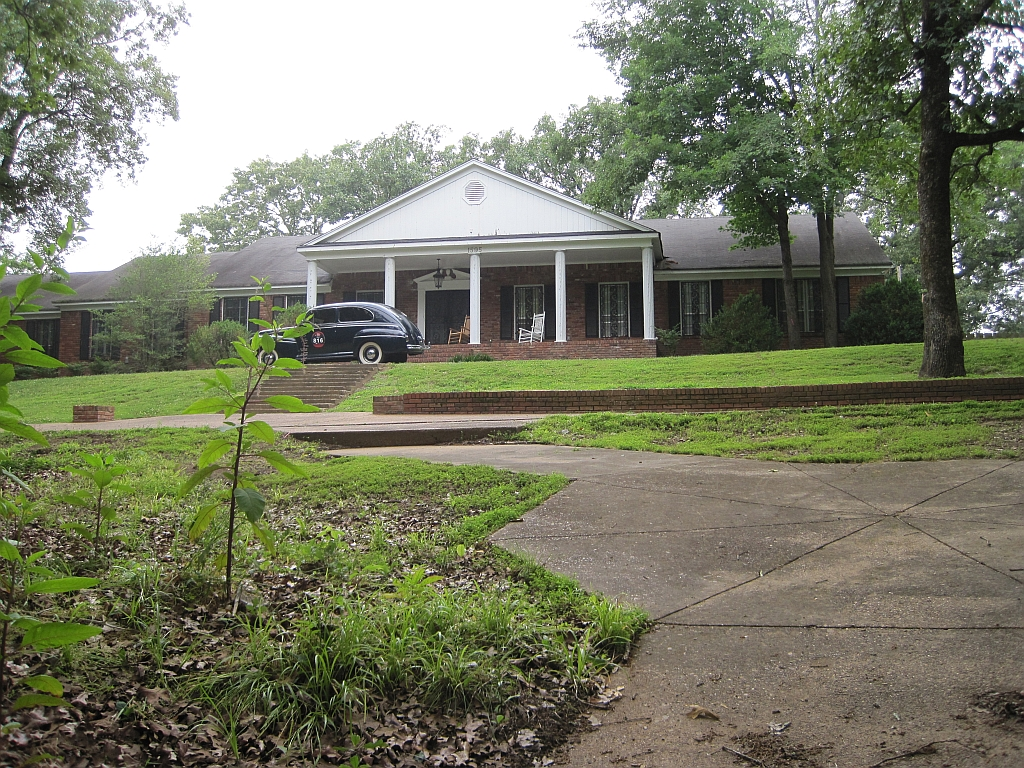
il "The Lewis Ranch"

Da sempre legato alla terra del Mississippi, Jerry Lee ha vissuto fino alla sua morte nel "The Lewis Ranch", una villa nella contea di De Soto. Negli anni la sua casa è diventata un vero e proprio museo, visitato ogni anno da numerosi fan che possono ammirare i cimeli del leggendario pianista.
Dopo la morte di Jerry, la casa è stato oggetto di una contesa giudiziaria tra il figlio del cantante, Jerry Lee Lewis III, e coloro che possedevano effettivamente la dimora, gli eredi dell'amico e manager di Lewis, Cecil Harrelson.
Alla fine la casa è stata messa in vendita e, nel 2024, viene acquistata dall'artista Todd Allen Herendeen. Sotto la sua proprietà la casa torna ad essere a tutti gli effetti un museo dell'artista, dove vengono conservati cimeli ed effetti personali dell'artista e dove è possibile fare un giro turistico guidato.

## Discografia

### Album in studio
| Titolo                                                | Classifiche | Classifiche | Classifiche | Classifiche | Classifiche |
| Titolo                                                | US          | US Country  | CAN         | AUS         | UK          |
| ----------------------------------------------------- | ----------- | ----------- | ----------- | ----------- | ----------- |
| Jerry Lee Lewis                                       | —           | —           | —           | —           | —           |
| Jerry Lee's Greatest!                                 | —           | —           | —           | —           | 12          |
| The Golden Hits of Jerry Lee Lewis (ri-registrazioni) | 40          | —           | —           | —           | —           |
| The Return of Rock                                    | 64          | —           | —           | —           | —           |
| Country Songs for City Folks                          | —           | 39          | —           | —           | —           |
| Memphis Beat                                          | 145         | —           | —           | —           | —           |
| Soul My Way                                           | —           | —           | —           | —           | —           |
| Another Place, Another Time                           | 160         | 3           | —           | —           | —           |
| She Still Comes Around                                | —           | 12          | —           | —           | —           |
| Sings the Country Music Hall of Fame Hits, Vol. 1     | 127         | 2           | —           | —           | —           |
| Sings the Country Music Hall of Fame Hits, Vol. 2     | 124         | 5           | —           | —           | —           |
| The Golden Cream of the Country                       | —           | 11          | —           | —           | —           |
| She Even Woke Me Up to Say Goodbye                    | 186         | 9           | —           | —           | —           |
| In Loving Memories: The Jerry Lee Lewis Gospel Album  | 213         | 18          | —           | —           | —           |
| There Must Be More to Love Than This                  | 190         | 8           | —           | —           | —           |
| Touching Home                                         | 152         | 11          | —           | —           | —           |
| Would You Take Another Chance on Me?                  | 115         | 3           | —           | —           | —           |
| The Killer Rocks On                                   | 105         | 4           | —           | 30          | —           |
| Who's Gonna Play This Old Piano?                      | 201         | 3           | —           | —           | —           |
| The Session...Recorded in London with Great Artists   | 37          | 4           | 12          | 36          | —           |
| Sometimes a Memory Ain't Enough                       | —           | 6           | —           | —           | —           |
| Southern Roots: Back Home to Memphis                  | —           | 6           | —           | —           | —           |
| I-40 Country                                          | —           | 25          | —           | —           | —           |
| Boogie Woogie Country Man                             | —           | 16          | —           | —           | —           |
| Odd Man In                                            | —           | 33          | —           | —           | —           |
| Country Class                                         | —           | 18          | —           | —           | —           |
| Country Memories                                      | —           | 21          | —           | —           | —           |
| Jerry Lee Keeps Rockin'                               | —           | 40          | —           | —           | —           |
| Jerry Lee Lewis                                       | 186         | 23          | —           | —           | —           |
| When Two Worlds Collide                               | —           | 32          | —           | —           | —           |
| Killer Country                                        | —           | 35          | —           | —           | —           |
| My Fingers Do the Talkin'                             | —           | 62          | —           | —           | —           |
| I Am What I Am                                        | —           | —           | —           | —           | —           |
| Rocket                                                | —           | —           | —           | —           | —           |
| Young Blood                                           | 31          | —           | —           | —           | —           |
| Last Man Standing                                     | 26          | 4           | 34          | 46          | —           |
| Mean Old Man                                          | 30          | —           | 30          | —           | —           |
| Rock & Roll Time                                      | 140         | 27          | —           | —           | —           |

## Eredità artistica
(Bruce Springsteen)

### Film e libri
La sua vita è stata oggetto di numerosi scritti, documentari e libri durante l'arco di tutta la sua vita. Oltre a numerose biografie, tra le quali "Jerry Lee Lewis Greatest Hits: Easy Piano" e "Jerry Lee Lewis: His Own Story", nel 1987 è stato realizzato un film semi-biografico dal titolo Great Balls of Fire - Vampate di fuoco del quale lo stesso Jerry Lee Lewis è autore della colonna sonora; l'attore Dennis Quaid ha interpretato l'artista; il film ha la peculiarità di essere uno dei pochi biopic pubblicati riguardanti un artista che al momento della sua uscita fosse ancora vivo. Nel 2022 è uscito Jerry Lee Lewis: Trouble in Mind, un documentario sull'artista girato da Ethan Coen che ripercorre i momenti cruciali della sua carriera, dal successo internazionale fino alle tragedie personali e agli scandali privati.

### Impatto e influenza artistica
Jerry Lee Lewis è riconosciuto come uno dei più influenti ed apprezzati intrattenitori della storia della musica, a causa delle sue performance piene di energia e di dinamismo; è un pioniere del piano rock non tanto per il suo suono quanto per le sue performance dinamiche. Spesso suonava il piano in piedi dopo aver calciato via il seggiolino, oppure accentuava i movimenti delle mani per dare più teatralità alla sua esibizione, o ancora a volte si sedeva sulla tastiera.
Le sue performance frenetiche possono essere ammirate in film come High School Confidential (di cui ha cantato la title track omonima) e Jamboree. Jerry Lee Lewis è stato definito "rock & roll's first great wild man and also rock & roll's first great eclectic." Le sue tecniche di esibizione sono state adottate da altri pianisti rock tra cui Elton John e Billy Joel.
Da segnalare anche il britannico Wee Willie Harris e l'italiano Matthew Lee (ospite anche nella trasmissione di Renzo Arbore Speciale per me, ovvero meno siamo meglio stiamo), le cui esibizioni sono evidentemente ispirate da Jerry Lee Lewis.

## Stile musicale
Nella sua carriera, Lewis è stato in grado di mescolare tra loro generi musicali diversi come il country, il blues, il rock and roll, il boogie woogie ed il gospel. Nonostante questa poliedricità, egli è stato in grado di creare un proprio "sound" unico ed immediatamente riconoscibile, caratterizzato da una ridotta quantità di strumenti (solo pianoforte, chitarra e batteria).
Il suo stile pianistico, dinamico e "martellante", era largamente influenzato dai musicisti boogie woogie. Egli faceva ampio uso di abbellimenti e virtuosismi come trilli e glissando e, inoltre, era solito porre l'accento sulla mano sinistra che eseguiva lunghe e martellanti linee di basso.
Jerry Lee Lewis era anche un discreto chitarrista, pur avendo suonato lo strumento solo in un ridotto numero di occasioni perché, a suo dire, la gente lo voleva vedere suonare il pianoforte e non la chitarra.
Dotato di una voce da baritono squillante ed energica, egli era dotato di un timbro caratteristico influenzato dai cantanti country, il che gli permetteva di districarsi senza problema nei più variegati generi musicali. A lodare lo stile vocale di Jerry Lee sono stati, tra gli altri, Art Gartfunkel e Steven Van Zant.

## Band di supporto
Negli anni Jerry Lee Lewis ha suonato con numerosi musicisti di supporto, l'unico membro costante della sua formazione è stato Kenny Lovelace, chitarrista/violinista e amico personale di Jerry fin dalla fine degli anni '60.
Al 2019, anno dell'ultima tournée di Jerry Lee Lewis, la band era composta da:
- Kenny Lovelace; chitarra e violino
- Ray Gann; basso
- Kenny Aronoff; batteria

Negli anni sono stati molti i musicisti che hanno accompagnato "The Killer" solamente per poche esibizioniì; lo stesso disco live "Live at the Star Club, Hamburg" è stato registrato con i The Nashville Teens, gruppo britannico che collaborò con Jerry solo in quell'occasione.

## Nella cultura di massa
- La canzone Great Balls of Fire è stata utilizzata come colonna sonora in numerosi film e serie tv tra le quali: Top Gun e Top Gun: Maverick, The Flash, I Griffin (stagione 5 episodio 15), Stand By Me e numerosi altri

## "The Killer" In Italia
Jerry Lee Lewis ha goduto di una discreta popolarità in Italia principalmente negli anni '80 e '90.
Si è esibito 3 volte: a Milano (primo concerto in Italia il 7 aprile 1987), a Roma (durante il festival The Giants of Rock n' Roll il 17 novembre 1988) e a Senigallia (il suo ultimo concerto in Italia il 24 agosto 2007).

## Composizioni
Raramente Jerry Lee era autore delle canzoni che poi registrava in studio; ha scritto o co-scritto i seguenti brani:
- "End of the Road" (1956)
- "Lewis Boogie" (1956)
- "Pumpin' Piano Rock" (1957)
- "High School Confidential" (1958)
- "Memory of You" (1958)
- "Baby Baby Bye Bye" (1960)
- "Lewis Workout" (1960)
- "He Took It Like a Man"
- "Baby, Hold Me Close" (1965)
- "What a Heck of a Mess" (1966)
- "Lincoln Limousine" (1966)
- "Alvin" (1970)
- "Wall Around Heaven" (1972)
- "Rockin' Jerry Lee" (1980)
- "Pilot Baby" (1983)
- "Crown Victoria Custom '51" (1995)
- "Ol' Glory" (2006)

## Controversie
- Il 12 dicembre 1957, all'età di 22 anni, Jerry Lee sposò la sua terza moglie, Myra Brown, che era cugina e all'epoca tredicenne. Le nozze si celebrarono a Hernando, Mississippi e destrarono scalpore soprattutto in Europa. Jerry Lee si dovette risposare nel giugno del 1958 con Myra poiché il matrimonio non era valido, non avendo Jerry ancora divorziato dal precedente matrimonio (con Jane Mitcham). Myra e Jerry divorziarono poi nel 1970.
- Durante un concerto nel 1958 al Paramount Theater di Brooklyn, a New York, Jerry Lee scoprì che a chiudere la serata non sarebbe stato lui bensì il compagno di tournée Chuck Berry[22]; Jerry su tutte le furie decise di dare fuoco al pianoforte del palco durante l'esecuzione di Great Balls of Fire e, uscendo di scena, avrebbe accennato parole razziste e colorite riferite a Berry, di provare a salire sul palco se ce l'avesse fatta. La storia non è mai stata né confermata né negata dallo stesso Jerry.[23]
- Il 29 settembre del 1976, giorno del suo quarantunesimo compleanno, puntò una delle sue armi verso Norman Owens, amico e bassista del suo gruppo e, credendo l'arma scarica, premette il grilletto ferendo quasi mortalmente l'amico.[24]
- La sera del 23 novembre 1976 Jerry andò a Graceland, nella casa dell'amico e collega Elvis Presley, presentandosi ubriaco e armato. Egli disse per scherzo alle guardie che voleva uccidere Elvis ma quest'ultime, non riconoscendolo, lo fermarono e chiamarono la polizia dalla quale venne arrestato.[25]

## Premi e riconoscimenti

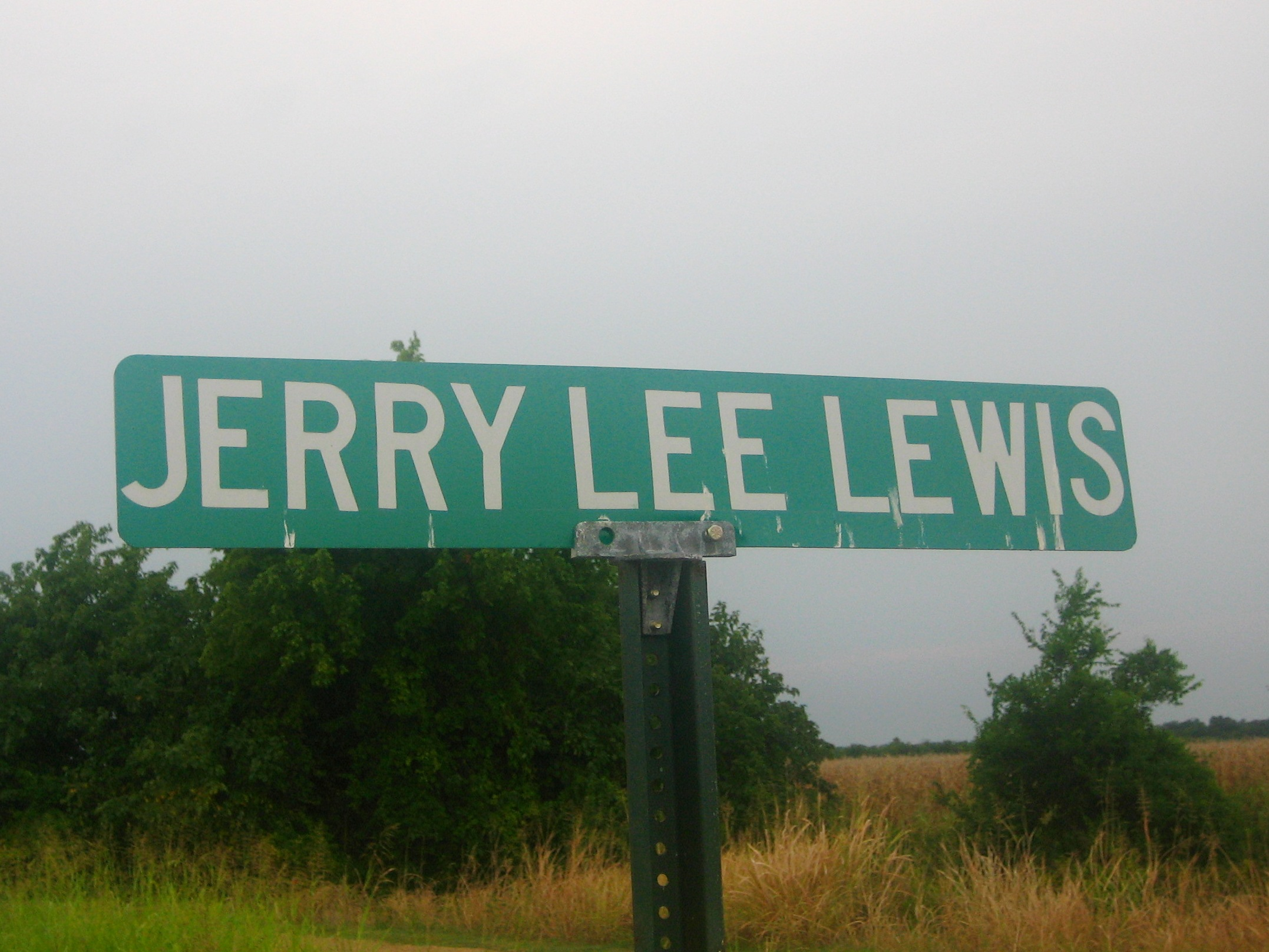
Strada dedicata a Jerry Lee Lewis a Ferriday

- La rivista Rolling Stone lo ha inserito nella lista dei 100 migliori artisti di tutti i tempi e in quella dei 100 migliori cantanti di tutti i tempi
- Nel 1986 viene inserito nella Rock and Roll Hall of Fame
- Nel 1989 venne inserito nella Hollywood Walk of Fame
- Nel 2022 viene inserito nella Country Music Hall Of Fame
- Il suo album raccolta All Killer, No Filler: The Anthology viene inserito dalla rivista Rolling Stone nella classifica dei migliori album nella storia della musica
- A Jerry Lee Lewis è stata dedicata una strada nel Mississippi, nella sua natale Ferriday

### Grammy Awards
- 1973; candidato - migliore performance country per Chantilly Lace
- 1987; vinto - miglior album parlato per Interviews From The Class Of '55 Recording Session (tratto dall'album Class of '55)
- 1987; candidato - miglior performance country per Class of '55
- 2005; vinto - riconoscimento alla carriera